# Villa Nicolás Romero
Villa Nicolás Romero of Ciudad Nicolás Romero is een stad in de Mexicaanse deelstaat Mexico. Nicolás Romero heeft ongeveer 250.000 inwoners en is de hoofdplaats van de gemeente Nicolás Romero.
De stad is genoemd naar Nicolás Romero, een militair die tijdens de Hervormingsoorlog en de Franse Interventie in Mexico aan liberale zijde vocht. In 1865 werd Romero hier door de Fransen geëxecuteerd. In 1898 werd de stad naar Romero genoemd, voorheen heette het Monte Bajo.
De stad werd gesticht door de Otomí. Ten tijde van de Azteken stond het bekend als Azcapotzaltongo.

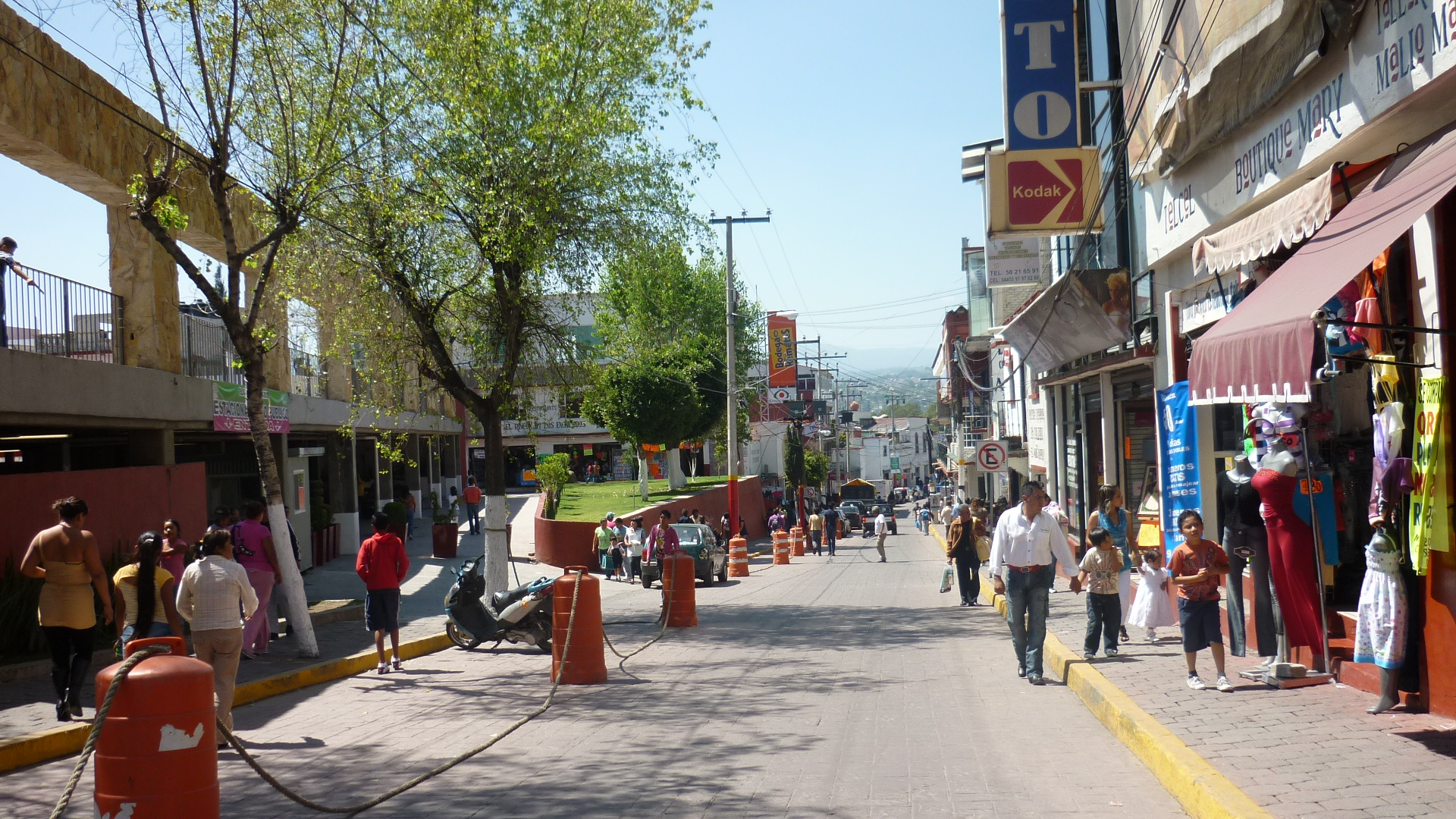
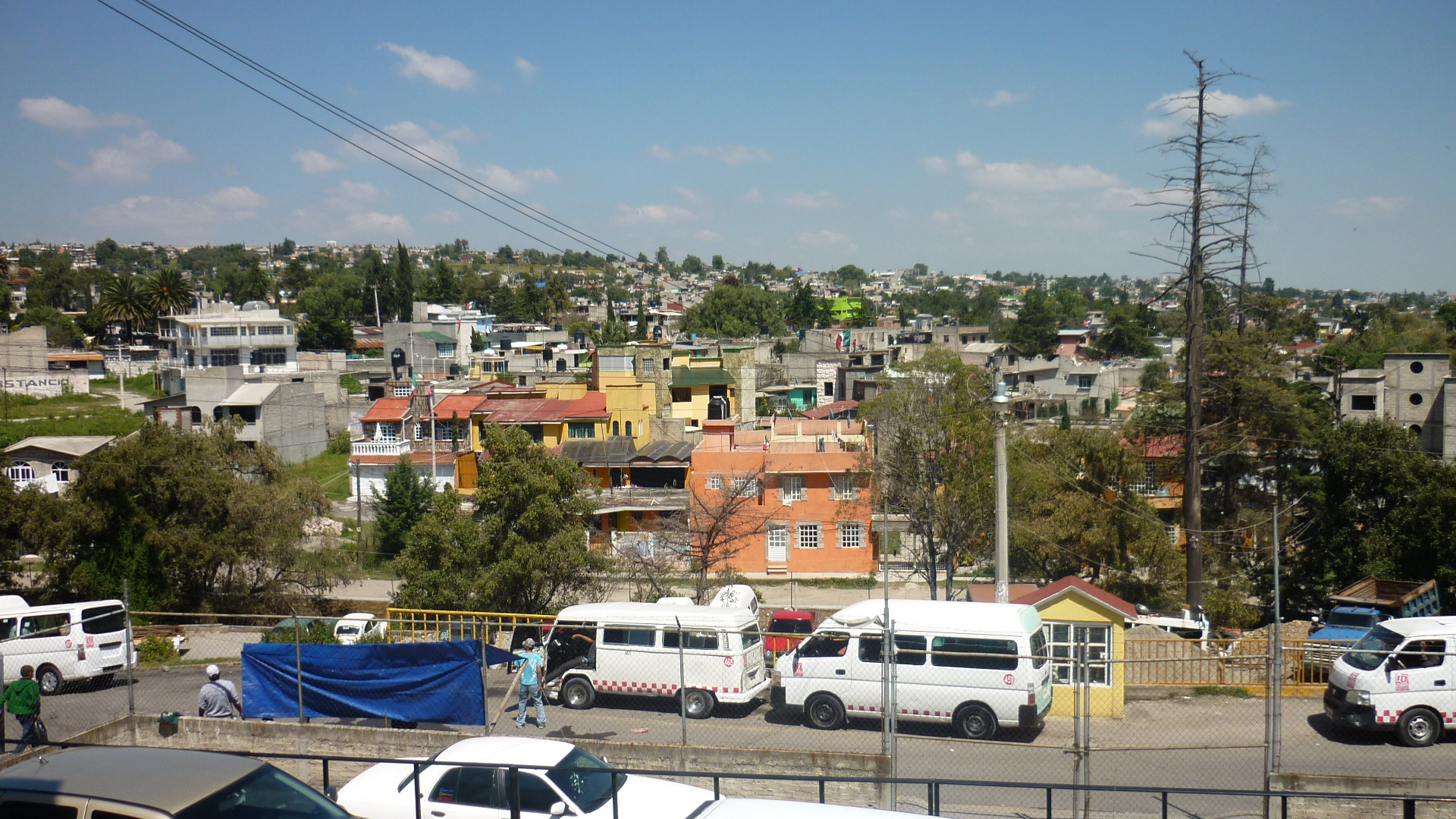
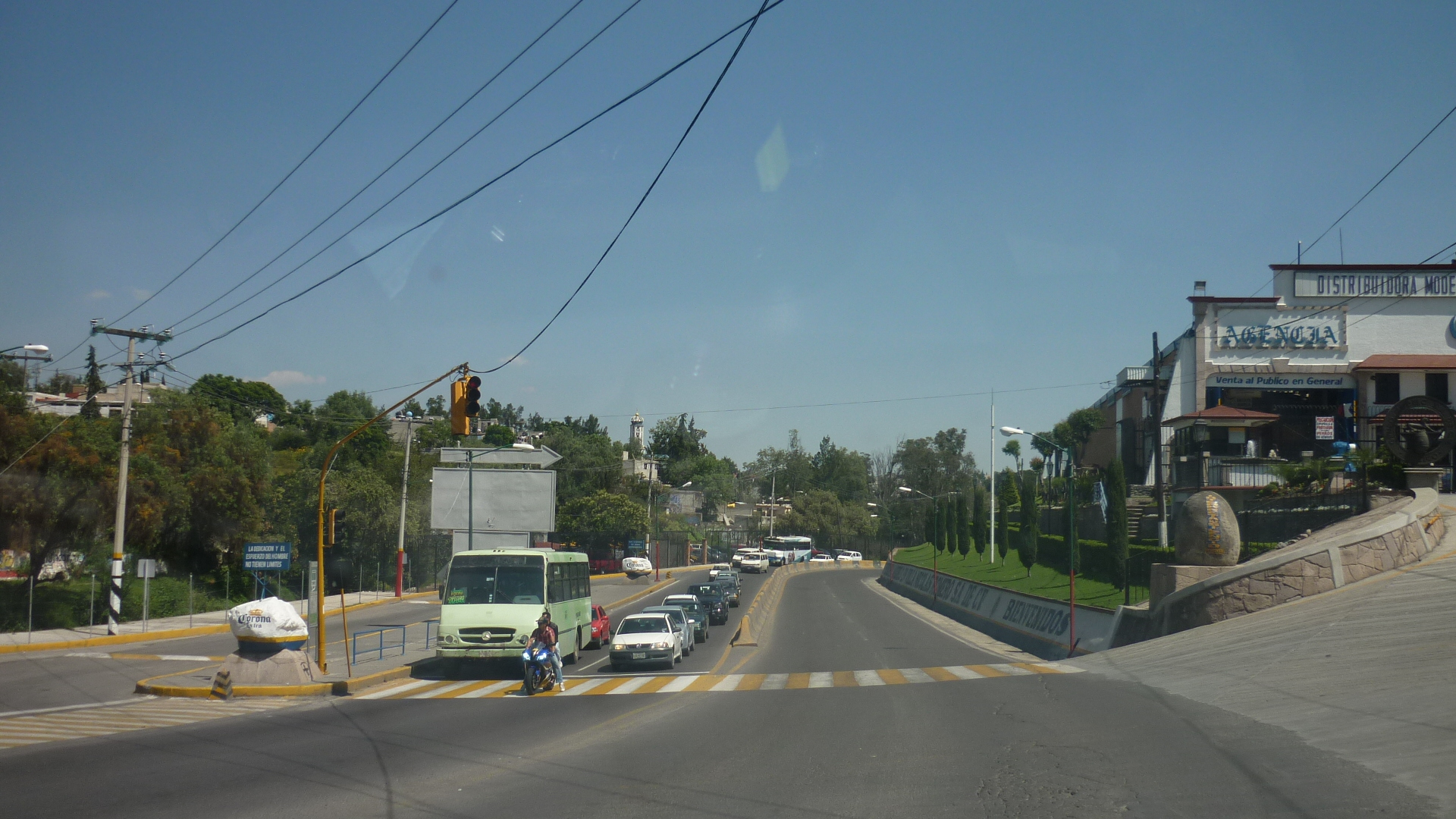